# Małe Podlesie
Małe Podlesie (biał. Малое Падлессе; ros. Малое Подлесье) – wieś na Białorusi, w obwodzie brzeskim, w rejonie lachowickim, w sielsowiecie Końki, nad Szczarą i przy drodze republikańskiej R4. Dawniej nosiła nazwę Podlesie.

## Historia
W XIX i w początkach XX w. położone było w Rosji, w guberni mińskiej, w powiecie nowogródzkim, w gminie Darewo.
W dwudziestoleciu międzywojennym leżało w Polsce, w województwie nowogródzkim, w powiecie baranowickim, w gminie Darewo. W 1921 miejscowość liczyła 455 mieszkańców, zamieszkałych w 97 budynkach, w tym 255 Białorusinów i 200 Polaków. 257 mieszkańców było wyznania prawosławnego i 198 rzymskokatolickiego.
Po II wojnie światowej w granicach Związku Sowieckiego. Od 1991 w niepodległej Białorusi.